# Mitologia Cthulhu

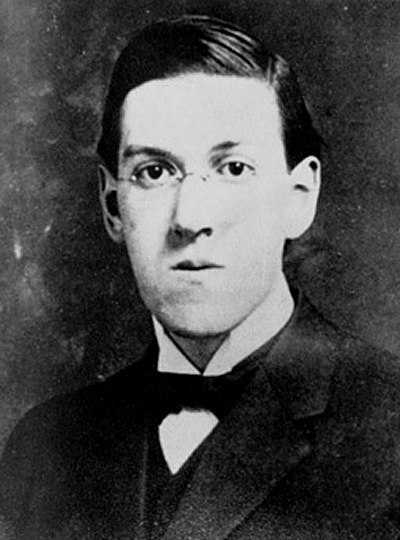
Twórcą mitologii Cthulhu był H.P. Lovecraft

Mitologia Cthulhu – mitologia literacka stworzona przez H.P. Lovecrafta, twórcę horroru lovecraftowskiego, rozwijana przez jego następców. Także potoczna nazwa fikcyjnego uniwersum, w którym dzieje się akcja ich utworów.

## Twórczość Lovecrafta jako mitologia
Kontrowersje wzbudza już samo użycie słowa mitologia na określenie wytworów Lovecrafta. Problem wynika między innymi z niejednoznacznego rozumienia słów mitologia i mit. Dotyka on nie tylko nowożytnych utworów literackich, ale nawet dobrze znanej mitologii klasycznej, greckiej czy rzymskiej. W ich przypadku dodatkowy problem stanowi istotny związek mitu z rytuałem oraz uznawanie mitu spisanego za mit martwy. Z drugiej strony wymyślony przez autora utwór literacki może nabyć cech religijnych czy mitycznych. W szczególności dzieła literackie z gatunku horroru mogą oddziaływać na czytelnika w sposób podobny pod pewnymi względami do religii, przynajmniej na bardzo podstawowym, pierwotnym, niewiązanym jeszcze z moralnością poziomie. Wywołują mianowicie lęk mogący stanowić podstawę bojaźni Bożej. Podobieństwa takie zauważali niektórzy religioznawcy, jak choćby Rudolf Otto, który widział w horrorach karykaturę właściwego religii uczucia numinotycznego, stanowiącego według tego autora rdzeń religii. Wyróżniał 5 dobrze zdefiniowanych cech numinosum:
1. uczucie zależności stworzenia od sfery nadnaturalnej, lepiej określane jako deprecjacja samego podmiotu, poczucie własnej nieznaczności i przemijalności[6],
2. mysterium tremendum, obejmujące elementy grozy, wszechmocy[7], mocy i tajemnicy[8],
3. fascinans, pociąganie przez nadnaturalne[7],
4. poczucie niesamowitości, także dziwności i niewytłumaczalności[9],
5. augustum, czyli doniosłość, powodująca tabu, którego naruszenie pociąga za sobą konsekwencje[8].

Podobne elementy spotyka się często w horrorach.
Co więcej, stworzona celowo przez Lovecrafta jako fikcyjna, mitologia Cthulhu zaczęła być odbierana przez niektórych jego czytelników jako prawdziwa. Zaprzeczającego takiej interpretacji autora uznawano nawet za nieświadomego swej roli wykonawcę woli opisanych przez niego bóstw pragnących w ten sposób ujawnić się ludzkości. Niektórzy czytelnicy Lovecrafta podzielali przykładowo wiarę w istnienie fikcyjnej księgi Necronomicon, uznając ją za dzieło gnostyczne. Co więcej, pojawiały się publikacje fałszywych ksiąg pretendujących do bycia właśnie Necronomiconem, które wyznawcy wykorzystywali w praktykach magicznych, o skuteczności których zaświadczali.
Sam autor zazwyczaj nie określał swego dzieła mitologią, raz tylko pisał o mitologii Hastura. Mówił raczej o cyklu Arkham, Yog-Sothotherii czy Cthulhuizmie. Jako ateista Lovecraft nie darzył wielkim poważaniem religii, uważał chrześcijaństwo za ograniczone i banalne, pełne sztucznych rytuałów, naturalnie zaś występujące mitologie określał mianem infantylnych i sprzecznych z ludzkim doświadczeniem. Świat przedstawiony w jego utworach ma łączyć poczucie cudowności i przygnębienia, a także ludzkiej małości wraz z osiągnięciami nauki początków XX wieku, zwłaszcza z sukcesem ewolucjonizmu i powstaniem teorii względności. W swych utworach zaspokoić pragnął potrzebę grozy (tremendum) i palącą ciekawość (fascinans), opisać niesamowitość, ale zgodną z naukowym oglądem świata. Odtwarzał więc elementy związanego z religią numinosum. Późniejsi autorzy używali więc terminu mitologia bądź też, jak Sunand Tryambak Joshi, terminów antymitologii bądź pseudomitologii.
Mitologia Cthulhu znalazła wielu naśladowców w literaturze, a także w innych mediach; gatunek ten jest znany jako horror lovecraftowski. Poza inspiracją dla świata artystycznego, mitologia Cthulhu zainspirowała także grupy okultystyczne w realnym świecie, a niektóre rzeczywiste kulty nawiązywały do dzieł Lovecrafta bądź jego naśladowców, traktując je jako opisy rzeczywistości, a nie literaturę fikcji. Przykładowo, dwa rytuały wymyślone przez Lovecrafta zostały zawarte w Biblii Szatana autorstwa Antona Szandora LaVeya.

## Powstanie i historia świata i Ziemi

### Chaos i Azathoth
Według Lovecrafta Wszechświat, w którym żyje człowiek, nie stanowi wszystkiego, co istnieje, ale stanowi tylko jeden z wielu wszechświatów. Miał swój początek i będzie miał koniec. Być może istnieje cyklicznie lub, jak w mitologiach naturalnych, wyłonił się z chaosu, jak na przykład w mitologii greckiej. Chaos ten istniał jeszcze przed powstaniem Ziemi i bogów. Z chaosem wiąże się postać najwyższego bóstwa panteonu Lovecrafta, Azathoth, określany jako nuklearny chaos, Bestia Nuklearnego Chaosu, ślepy bóg-idiota, bezmyślny demon wyrażający pierwotne zło, władający czasem i przestrzenią z komnaty poza czasem, niedostępny dla ludzkości. Dopiero potem przybyli inni bogowie, by tańczyć wokół Azathotha. Nie wiadomo, czy jest on rzeczywiście stwórcą świata, choć tak postulują niektórzy autorzy. Kosmos ten wypełnia eter, zgodnie z obalonym przez Einsteina, ale jeszcze rozpowszechnionym w czasach Lovecrafta poglądem.

### Starsze Istoty

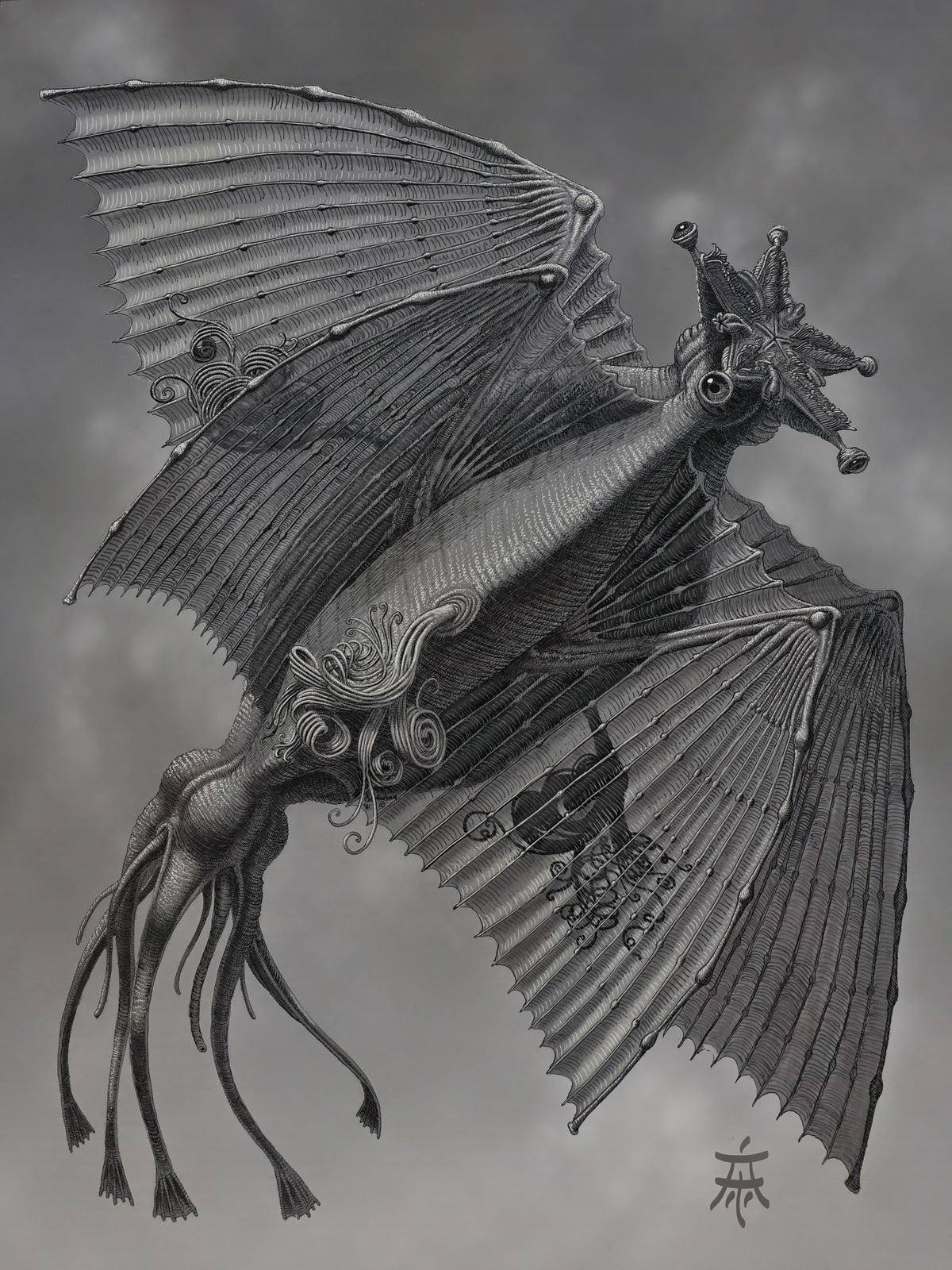
Starsza Istota, ilustracja Toma Ardansa

Lovecraft opisuje różne nieziemskie istoty, osiedlające się na Ziemi, bądź nadmienia wspomina o nich. Pierwsze z dość dokładnie opisanych są Starsze Istoty (Elder Things), pojawiające się zwłaszcza w opowiadaniu W górach szaleństwa. Mierzą 2,4 m wysokości, mają baryłkowate ciała i przypominające rozgwiazdy głowy, liczne ramiona zakończone stopowato i skrzydła umożliwiające lot w kosmosie. Wpierw budowały w głębinach oceanów miasta, przypominające nieco plastry miodu. Toczyły wtedy wojny z nieznanym wrogiem. Potrzebując pokarmu, zapoczątkowały życie na Ziemi. Stworzyły galaretowate bryły protoplazmy zwane shoggothami, z ich nieużywanych komórek powstały pozostałe ziemskie organizmy żywe. Starsze Istoty żywe tymczasem kolonizowały lądy, zwłaszcza Antarktydę. Wtedy zorientowały się, że przed nimi ktoś jeszcze na tych lądach mieszkał, prawdopodobnie jakieś niebezpieczne stworzenia, Lovecraft nie rozwiązuje jednak tej kwestii. Po wielu wiekach Starsze Istoty prawdopodobnie straciły zdolność do tworzenia nowego życia. Odbyły wojnę z shoggothami, którą w końcu przegrały. Przegrane wojny z innymi istotami zmusiły je do wycofania się i ograniczenia zasięgu do Antarktydy, jeszcze zanim pokrył ją lądolód. Kiedy nastąpiło ochłodzenie, być może w kredzie, według późniejszej nauki okresie dość ciepłym, zeszły do jaskiń. Ponad nimi natomiast wypiętrzyły się wysokie góry, wśród których leży legendarny Kadath, miejsce zamieszkania nieopisanych bliżej potęg, gdzie spośród śmiertelników dotarł jedynie Randolph Carter, i to wyłącznie w trakcie marzeń sennych, a także Leng.

### Cthulhu i jego potomstwo

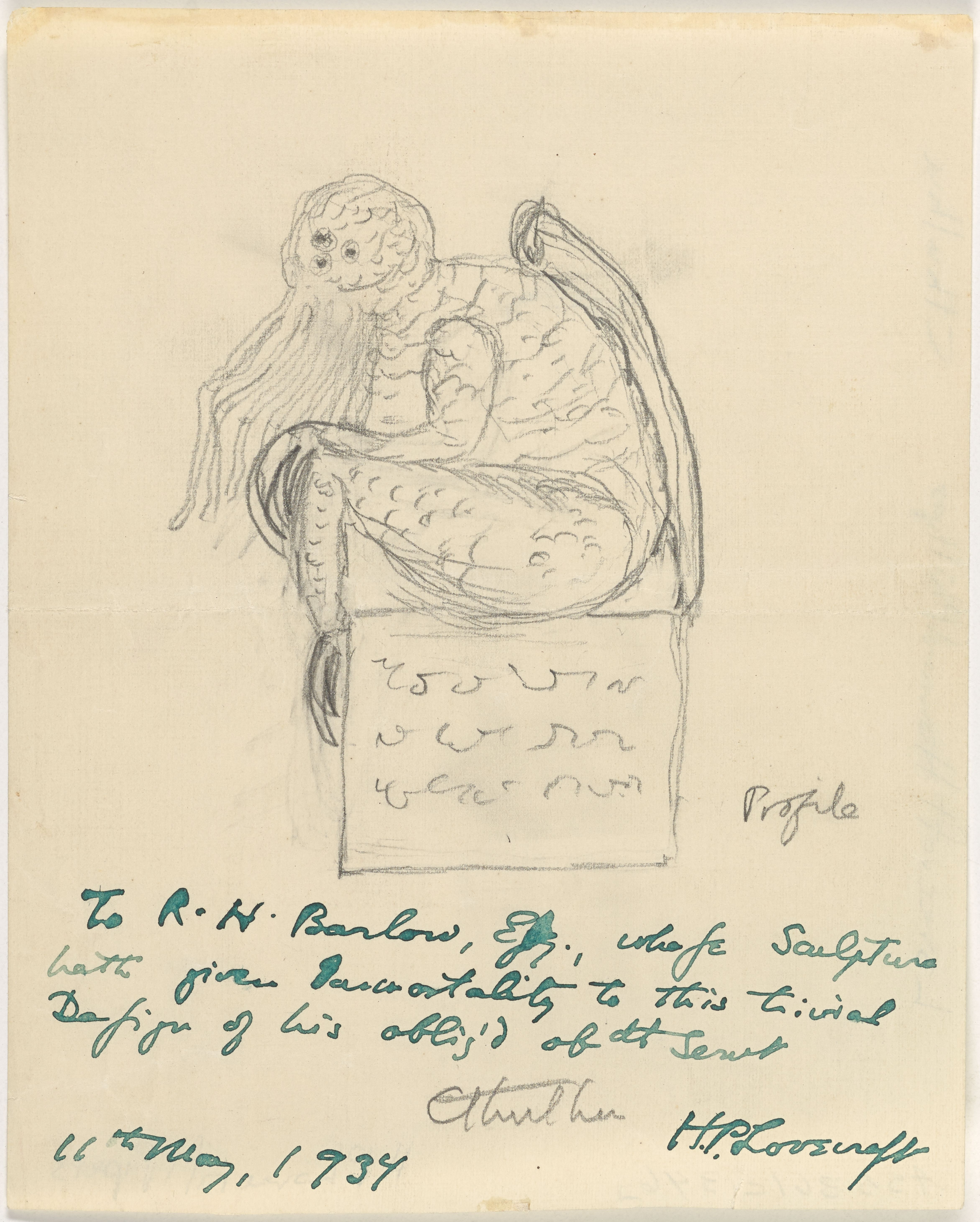
Cthulhu w wyobrażeniu Lovecrafta, 1934

Kolejną falę migracji stanowiło potomstwo Cthulhu. Przybyło ono mniej więcej w czasie powstania Księżyca. Sam Cthulhu to olbrzymia, częściowo antropoidalna postać o pełnej macek twarzy, pokrytym łuską ciele i skrzydłach o ciele z galaretowanej, cuchnącej masy. Mimo że Cthulhu funkcjonuje jako bóstwo wodne, jego potomstwo, mimo wyglądu nawiązującego do ośmiornic, zamieszkiwało na lądzie. Założyli oni miasto R’lyeh zbudowane zgodnie z zasadami geometrii nieeuklidesowej. Miasto to pogrążyło się w odmętach Pacyfiku. Od tego czasu Cthulhu śpi, wpływając zarazem na sny wrażliwych ludzi. Wybudził się tylko raz w pierwszej połowie XX wieku.

### Mi-Go
W okresie jury na Ziemię przybyły z Plutona, zwanego w opowiadaniu Szepczący w ciemności Yuggoth, kolejne istoty, nazwane Mi-Go, zbudowane z odmiennej od ziemskiej materii, przypominające trochę grzyby, a trochę skorupiaki o elipsoidalnej, pokrytej licznymi mackami głowie i twardym pancerzu okrywającym ciało zaopatrzone także w dwie pary błoniastych skrzydeł, rozmawiające ze sobą za pomocą sygnałów barwnych wyświetlanych przez głowy bądź bzyczących dźwięków, za pomocą których mogą nawet naśladować mowę ludzką. Zamieszkały głęboko pod górami, między innymi w Vermont.

### Wielka Rasa
Kolejną grupą inteligentnych istot zamieszkujących Ziemię jest Wielka Rasa, o ciałach przypominających trochę zwierzęta, a trochę rośliny, stożkowatego kształtu, dysponująca możliwością przeniesienia swej świadomości w czasie w ciała osób innych ras. Ich rozwój przypada na przełom er paleozoicznej i mezozoicznej. Pod ich siedzibami znajdują się wejścia prowadzące do czeluści w głębi Ziemi, zamieszkane przez nienazwane polipowate stwory mordujące inne formy życia, które prócz Ziemi zasiedliły też dwie inne planety Układu Słonecznego.

### Powstanie i upadek człowieka
Człowiek nie odgrywa istotnej roli w świecie stworzonym w utworach Lovecrafta. Nie interesują się nim bóstwa. Jedno z wyjaśnień jego powstania odwołuje się do darwinowskiej teorii ewolucji. W górach szaleństwa opowiada, jak to całe ziemskie życie, a więc i ludzie, powstali z nieużywanych komórek shoggothów. Opowiadanie Wzgórze określa jednak ludzi jako potomstwo Tirawy należącego do rasy K’n-yanczyków. Widmo nad Innsmouth podaje z kolei, że wszyscy pochodzą od Ojca Dagona i Matki Hydry. W każdym razie, niezależnie od powstania, ludzie i tak przeminą, posiadając Ziemię tylko na krótko. Świat natomiast dostanie się ponownie pod władanie istot, które rządziły nim już kiedyś. Ponowne nadejście władzy starych bóstw ma zwiastować upodobnienie się do nich ludzkości, wyzwolonej z obowiązujących praw i zasad moralnych, pławiących się w wolności i ekstazie, spędzającej czas na radości i zabawie pośród krzyków i mordów. W końcu nadejść ma ponownie Cthulhu, pokonując śmierć. Inna wersja podaje, że po cywilizacji ludzkiej kolejną stworzą inteligentne chrząszcze, a po nich jeszcze jedną myślące pajęczaki.
Lovecraft prawdopodobnie nie wierzył w życie po śmierci. W swych utworach prezentował jednak bardzo różnorodne drogi do życia po zgonie. Nieśmiertelność obiecał swych czcicielom w podwodnych głębiach Dagon, być może podobnie mogło przebiegać przemienienie przez nieznane bóstwo zamieszkujące w Atlantydzie. Autor opisuje z drugiej strony przemiany chtoniczne, z poborem energii z cmentarnej gliny, poprzez czarną magię bądź metamorfozę w ghula. Nieśmiertelność, pełną cierpienia, osiągnąć można także poprzez klątwę Ghatanothoi. Własnymi rękoma zapewnić ją sobie można poprzez alchemię bądź świadome sny, cudzymi zaś dzięki osiągnięciom ożywiającej zwłoki nauce, tajemnym rytuałom czy energii duszy. Innym losem pośmiertnym może być roztopienie się w niezróżnicowanej przestrzeni bądź powtórne wcielenie.
W opisie ludzi w dziełach Lovecrafta przebijają się rasistowskie poglądy autora. Anglosasi czy biali opisani są jako lepsi od innych, a kultura samego pisarza przedstawiona jako lepsza od innych. W mroczne kulty angażują się Murzyni, Hindusi, Mulaci, Metysi, Indianie, a także pustelnicy i inni samotnicy, pomimo że samotnikiem był sam autor. Lovecraft jako konserwatysta potępia też poglądy liberalne, które wiąże z odejściem od porządku. Przed ciemnymi siłami świat ratują najczęściej starszawi już naukowcy-gentlemani rasy kaukaskiej, ewentualni inni ludzie o odpowiednim wykształceniu czy pozycji społecznej, jak kapitan statku czy oficer policji. Mediatorami pomiędzy światem ludzi a światem nadprzyrodzonym są także artyści. Negatywną rolę natomiast odgrywają kobiety-wiedźmy.

## Panteon
Boskie istoty z utworów Lovecrafta i kontynuatorów określa się mianem Wielkich Przedwiecznych.
Najwyższym bóstwem panteonu Lovecrafta był Azathoth, Bestia Nuklearnego Chaosu, ślepy bóg-idiota wyobrażający pierwotne zło, być może stworzyciel świata, władający czasem i przestrzenią, niedostępny ludzkości, otoczony tańcem nieokreślonych, bezmyślnych i bezkształtnych bóstw, Bogów Zewnętrznych podrygujących w takt muzyki fletów i bębnów. Składano mu ofiary z dzieci.
Sługą Azathotha jest Nyarlathotep, Wielki Posłaniec zwany też Duszą Bogów. Czczą go Mi-Go, Gugowie i grzybopodobne potwory księżycowe. Bogowie Zewnętrzni, świta Azathotha, wysyłają go do świata ludzi, których wciąga w problemy, okłamuje i manipuluje, sprowadzając na nich tragiczny koniec. Mieszka w otchłani pod ziemią, gdzie wyje w akompaniamencie muzyki fletu.
Oprócz Azathotha największą moc wydaje się dzierżyć Yog-Sothoth, ucieleśniający wszystkie wymiary Wszechświata, wszechwiedzący, nazywany w Necronomiconie bramą, kluczem i strażnikiem, według którego skupia on przeszłość, teraźniejszość i przyszłość. Koszmar w Dunwich opisuje losy dwóch jego potwornych półludzkich synów, zrodzonych przez śmiertelną kobietę, z których ten bardziej ludzki niezwykle szybko rósł, przybrawszy postać na poły ludzką, pokryta częściowo łuskami, z trąbą i szczątkowymi oczami i ustami na biodrach, angażował się w czarną magię, drugi zaś był wielki i niewidzialny. Yog-Sothoth pomaga swym wyznawcom wskrzeszać zmarłych. Może dać oświecenie, ale pozostaje poza dobrem i złem, nie interesują go sukcesy ani porażka pośledniejszych mu istot. Wyglądu jego nie można oddać w konwencjonalny sposób, jedno z przedstawień wyobraża go sobie jako zbiór opalizujących kul.

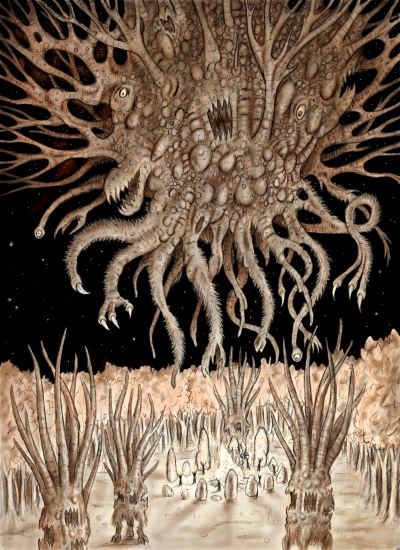
Shub-Niggurath z tysiącem młodych

Rolę bogini płodności pełni Shub-Niggurath, zwana także Czarną Kozą z Lasu z Tysiącem Młodych, być może partnerka Yog-Sothotha, czczona przez Mi-Go, mająca główne święto na przełomie kwietnia i maja, oraz K’n-yanczyków, zwących ją Matką Wszystkiego. Postać ma diabelską, przypominającą chmurę.
Cała mitologia bierze nazwę od Cthulhu, antropoidalnego olbrzyma o pokrytej mackami głowie i wielkich skrzydłach, o ciele z galarety, śpiącym w podwodnym mieście R’lyeh na południu Oceanu Spokojnego i zsyłającym na wrażliwych koszmarne sny. Odbiera on cześć od K’n-yanczyków, od Mi-Go, a także od ludzi, w tym na bagnach Luizjany oraz wśród lodów Grenlandii.
Bóstwem akwatycznym był też Dagon. U Lovecrafta ma on postać ryby i czczony jest w Innsmouth. Zapewnia swym wyznawcom obfitość ryb, złoto, a nawet nieśmiertelność. Jego partnerką zdaje się być nieopisana bliżej Hydra. Inne wodne bóstwo zamieszkiwało w Atlantydzie, gdzie służyły mu delfiny. Potrafi ożywiać zmarłych, komunikuje się zsyłanymi snami. Przypomina nieco bogów greckich, w tym Apolla. Innym wodnym bóstwem jest Neptun, zaopatrzony w trójząb. Towarzyszą jego przyjściu złote płomienie. Panem Wielkiej Otchłani jest z kolei Nodens, jeżdżący muszlą ciągnioną przez delfiny, prastare, zapomniane bóstwo o ochrypłym głosie, siwych włosach i pomarszczonych dłoniach. W Świecie Snów przebywa w towarzystwie koszmarów wysysających ze zwierząt ich krew. Odczuwa wrogość do Nyarlathotepa.
Za ojca ludzkości Indianie uważają Tirawę należącego do K’n-yanczyków. Inni czczą Boga Węży Yiga, będącego również w połowie człowiekiem, przedstawianego w postaci o cechach i ludzkich, i wężowych. Oprócz Indian czczono go na zatopionym kontynencie Mu oraz wśród K’n-yanczyków. Zabrania on zabijania węży i karze za taki uczynek. Indianie składają mu w ofierze kukurydzę i wzywają Tirawę na pomoc w obronie przed nim.
Tsathoggua wymyślony został nie przez samego Lovecrafta, lecz przez jego przyjaciela Clarka Ashtona Smitha. Lovecraft opisuje go jako czarnego, bezkształtnego, przypominającego ropuchę władcę czerwonego świata. Czcili go Mi-Go, K’n-yanczycy oraz archaiczni ludzie hiperborejscy.
Hastur wydawać się mógł ważny samemu Lovecraftowi, który wyraził się kiedyś o mitologii Hastura, jednak w jego utworach występują o nim jedynie wzmianki. Lovecraft przejął go od Roberta Chambersa, w którym ożywia on zmarłego stróża cmentarza, wspomina o nim w kontekście również pochodzącego od tamtego pisarza Żółtego Znaku.
Potężny wydaje się władca snów, Hypnos.
Ghatanothoa z kolei sprowadzony został z Plutona, po czym zamieszkał w świątyni na szczycie Yaddith-Gho na kontynencie Mu, który uległ zatopieniu. Opisywany jest jako potworny, wielki, pokryty wypustkami, trąbami i ośmiorniczymi oczami oraz pomarszczoną rybią łuską. Spojrzenie nań powoduje skamienienie śmiałka z zachowaniem jego świadomości, tak więc nie wolno na niego spojrzeć, a najlepiej nawet nie próbować wyobrażać go sobie.
Przerażający wygląd ma też Rhan-Tegoth, dwa razy wyższy od człowieka, z trojgiem oczu, ssawką pełniącą funkcję aparatu gębowego, oddychający za pomocą skrzeli, z owalnym tułowiem na sześciu odnóżach przypominających węże zakończonych szczypcami. Wysysa krew swych ofiar. Przebywał on przez wieki zamrożony na Alasce, ale później został przetransportowany do londyńskiego muzeum figur woskowych.
Do mniej znanych bóstw należy kocia bogini Bastet czczona w Starożytnym Egipcie.
Z kolei Bokrug odbierać miał cześć w Ib, z akwadry Księżyca. Przypominał wielkiego jaszczura wodnego. W Celephais w Świecie Snów najwyższą władzę sprawował zaś Nath-Hornath barwy turkusowej, któremu usługuje osiemdziesięciu przystrojonych storczykami kapłanów. W Świątyni Miłości zbudowanej z jaspisu mieszka zaś Oukranos.
Lilith natomiast czczona była w samym Bostonie, podczas orgii połączonych z ofiarami z dzieci. Przebywa pośród inkubów, sukkubów, satyrów, epiganów i lemurów.
Pod ziemią, pośród płomieni, mieszkać miał Huitzilopochtli. Pod ziemią znajdowały się także przybytki Nuga, czczonego przez K’n-yanczyków, podobnie też ich innego bóstwa Yeba.
Poza bóstwami świat Lovecrafta wypełniały różne inne istoty fantastyczne, jak ghule, ale także inne przerażające, nienazwane istoty, niekiedy bezcielesne, niszczące bez problemu całe lasy i miasta, niewidzialne dla człowieka.